# Tanaberské lípy
Tanaberské lípy je skupina památných stromů západně od vesnice Hájek u Všerub. Jedná se o skupinu 7 stromů a 1 živého torza lip velkolistých (Tilia platyphyllos Scop.), která roste v těsné blízkosti kostelíka sv. Anny na Tanaberku a je nedílnou součástí této lokality. Stromy jsou vysoké 20 m a obvody kmenů jsou 310, 365, 475, 196, 198, 270, 330 cm a torza 303 cm (měření 2009).
Lípy jsou chráněny od 6. června 2009 jako významný habitus, esteticky zajímavé stromy, krajinná dominanta, součást kulturní památky, významné vzrůstem.